# Józef Jarecki
Józef Jarecki (ur. 4 lipca 1818 w Warszawie, zm. 23 grudnia 1871) – polski kompozytor, organista, pedagog muzyczny, ojciec kompozytora Henryka Jareckiego.

## Biografia
Józef Jarecki urodził się w Warszawie 4 lipca 1818 roku. Ojciec o tym samym imieniu był profesorem konserwatorium muzycznego w Warszawie w czasach Józefa Elsnera, matka Rozalia z Wolskich. Jarecki ukończył prowadzone przez pijarów Collegium Nobilium na Żoliborzu. Muzyki uczył go własny ojciec. Był chórzystą teatralnym, następnie nauczycielem fortepianu oraz korepetytorem w sali baletu. Pracował też jako organista. Komponował. Był ojcem i nauczycielem kompozytora Henryka Jareckiego, dziadkiem Tadeusza Jareckiego. Zmarł 23 grudnia 1871 roku. Został pochowany na Cmentarzu Powązkowskim w Warszawie 27 grudnia 1871 roku.

## Kompozycje
Wiele utworów nie zostało wydanych drukiem.
- Libera me, Domine (na cztery głosy i puzon)
- Salve Regina
- Bóg się rodzi (na cztery głosy)
- Święty Boże (na cztery głosy żeńskie)
- trzy Msze
- Florentyna (polka)